# Ангола (Нью-Йорк)
Ангола (англ. Angola) — селище (англ. village) в США, в окрузі Ері штату Нью-Йорк. Населення — 2046 осіб (2020).

## Географія
Ангола розташована за координатами 42°38′16″ пн. ш. 79°1′46″ зх. д. / 42.63778° пн. ш. 79.02944° зх. д. (42.637885, -79.029516).  За даними Бюро перепису населення США в 2010 році селище мало площу 3,67 км², уся площа — суходіл.

## Демографія
Згідно з переписом 2010 року, у селищі мешкало 2127 осіб у 825 домогосподарствах у складі 576 родин. Густота населення становила 580 осіб/км².  Було 909 помешкань (248/км²).
Расовий склад населення:
| - 95,0 % — білих - 2,1 % — корінних американців - 0,6 % — чорних або афроамериканців - 0,1 % — азіатів |

До двох чи більше рас належало 1,8 %. Частка іспаномовних становила 3,0 % від усіх жителів.
За віковим діапазоном населення розподілялося таким чином: 25,2 % — особи молодші 18 років, 60,6 % — особи у віці 18—64 років, 14,2 % — особи у віці 65 років та старші. Медіана віку мешканця становила 39,4 року. На 100 осіб жіночої статі у селищі припадало 87,7 чоловіків;  на 100 жінок у віці від 18 років та старших — 86,1 чоловіків також старших 18 років.
Середній дохід на одне домашнє господарство  становив 61 173 долари США (медіана — 52 950), а середній дохід на одну сім'ю — 71 269 доларів (медіана — 67 917). Медіана доходів становила 50 000 доларів для чоловіків та 47 381 долар для жінок. За межею бідності перебувало 11,2 % осіб, у тому числі 18,4 % дітей у віці до 18 років та 8,2 % осіб у віці 65 років та старших.
Цивільне працевлаштоване населення становило 897 осіб. Основні галузі зайнятості: освіта, охорона здоров'я та соціальна допомога — 25,8 %, роздрібна торгівля — 17,7 %, виробництво — 17,3 %.